# Clube Atlético Potiguar
Clube Atlético Potiguar é um clube de futebol brasileiro, com sede em Natal, capital do estado do Rio Grande do Norte. Suas cores oficiais são preto, vermelho e branco.
Foi vice-campeão da Potiguar da Segunda Divisão em 1980, 2016 e 2017 e três vezes campeão do Torneio Início.

## História
Fundado em 1918, com o nome de Centro Esportivo Natalense (CEN), por Antônio Afonso Monteiro Chagas e com a ajuda de Henrique Castriciano e Café Filho. O time era formado por marinheiros e oficiais lotados no Porto de Natal devido à Primeira Guerra Mundial. Seu uniforme possuía camisa verde com faixa amarela e calção branco. Foi o primeiro clube no estado a ter uma agremiação feminina de futebol.
Em 1998, o Centro Esportivo Natalense alterou seu Estatuto, mudando a nomenclatura para Clube Atlético Potiguar.
Disputou a Segunda divisão de 2014, terminando o certame com um ponto ganho na terceira posição. Em 2016 volta a disputar a competição, terminando em segundo lugar, atrás do Santa Cruz de Natal.
No ano seguinte, o CAP novamente termina com o vice-campeonato, atrás do Força e Luz, sem conquistar o acesso. Em 2018, sem conquistar nenhuma vitória, o clube se licencia após a competição.

## Títulos
| Estaduais | Estaduais      | Estaduais | Estaduais         |
|           | Competição     | Títulos   | Temporadas        |
| --------- | -------------- | --------- | ----------------- |
|           | Torneio Início | 3         | 1943, 1968 e 1970 |

### Campanhas de destaque
- Vice-campeão do Campeonato Potiguar - 2ª divisão: 1980, 2016 e 2017.

## Jogadores
- São Jose
- Marinho
- Jorginho
- João
- Kaio Sousa

## Estadio
- Nazarenão
- Capacidade: 7.000
- Goianinha,RN

## Presidentes
- José Valdir Bruta (2012)[5]